# Forsby, Gävle kommun
Forsby är en bebyggelse i Gävle kommun mellan Åbyggeby och Stigslund. Området klassades som en separat tätort mellan 1995 och 2015, före och efter klassades som del av tätorten Gävle. Vid avgränsningen 2020 klassades bebyggelsen åter som en separat tätort, där dock Gråtnäsudden inte ingår.
Forsby omtalas första gången 1319 ('i Forrs'). 1541-1569 fanns här tre mantal skatte.

## Befolkningsutveckling
| Befolkningsutvecklingen i Forsby, Gävle kommun 1995–2020                                                           | Befolkningsutvecklingen i Forsby, Gävle kommun 1995–2020 | Befolkningsutvecklingen i Forsby, Gävle kommun 1995–2020 | Befolkningsutvecklingen i Forsby, Gävle kommun 1995–2020 | Befolkningsutvecklingen i Forsby, Gävle kommun 1995–2020 |
| --- | -------------------------------------------------------- | -------------------------------------------------------- | -------------------------------------------------------- | -------------------------------------------------------- |
| |                                                          |                                                          |                                                          |                                                          |
| År |                                                          |                                                          | Folkmängd                                                | Areal (ha)                                               |
| 1995 | 1995                                                     |                                                          | 575                                                      | 87                                                       |
| 2000 | 2000                                                     |                                                          | 617                                                      | 87                                                       |
| 2005 | 2005                                                     |                                                          | 646                                                      | 87                                                       |
| 2010 | 2010                                                     |                                                          | 651                                                      | 87                                                       |
| 2020 | 2020                                                     |                                                          | 625                                                      | 69                                                       |
| Anm.: Ny tätort, utbruten ur Gävle 1995. Sammanvuxen igen med Gävle 2015, åter utbruten 2020, nu utan Gråtnäsudden |                                                          |                                                          |                                                          |                                                          |